# 穆木
穆木（楔形文字：𒀭𒈬𒌝𒈬， dmu-um-mu； 語素文字𒀭𒌣, dDÉ)）是美索不达米亚的神。在古代苏美语中，祂的名字翻译为“被唤醒的”。
他出现在《埃努玛·埃利什》（Enūma Eliš）中，作为原始之神-地下淡水海阿普蘇（Apsu）和咸水海提阿玛特（Tiamat）的僚神。有时也被认为是他们的儿子。《埃努玛·埃利什》中讲到，穆木因支持阿普蘇毁灭二代神，而被伊阿（Ea）捆绑并杀死，伊阿占有了穆木的「光辉」，获得祂的本质和名字。「穆木」成为了伊阿的称号。后来马尔杜克（Marduk）又从埃亚那里承袭了这个称号以及创造神的职能。
穆木是一位创造神，是技术和技能的人格化，作为第三位原始神灵，穆木的符号象征着精神世界。
穆木一词也出现在苏美「祖的神话」中，在那里叫伊姆杜吉德（Imdugud），其名字的译意为“闪烁的风”，在抢夺「命运碑」（Tablets of Destiny）的过程中，被宁吉尔苏（Ningirsu）击败。

## 流行文化
在罗伯特·施（Robert Shea）和罗伯特·安东·威尔逊（Robert Anton Wilson）的通俗文学《光明會三部曲》中，作为"混沌之神"提到了穆木。

## 参阅文献
- Sandars, N. K. 《古美索不达米亚的考古学与地狱之诗》. 哈蒙兹沃斯: 企鹅, 1971年.

1. ↑  Krebernik 1997，第415頁.
2. ↑  Lambert 2013，第218頁.
3. ↑  利博维茨·纳普, 贝蒂娜. . 纽约州立大学出版社. 1997年: 第270页  [17 June 2009]. （原始内容存档于2013-10-28）.
4. ↑  施, 罗伯特; 罗伯特·安东·威尔逊. . 戴尔. 1983年: 第805页.。